# Пухарска
Пухарска је приједорско приградско насеље и дијели се на Горњу и Доњу Пухарску.

## Име
Назив Пухарска вјероватно потиче од ријечи 'пух', односно 'пухара', што означава врсту глодара или гљиве. На аустроугарским картама из 19. вијека не види се име Пухарска већ Puchari, што можда показује на историју назива. Такође постоји и рјечица Пухарска, која представља природну границу између насеља Пухарска и Урије.

## Границе
Границу насеља према југу и истоку представља рјечица Пухарска, према западу пруга Бања Лука — Нови Град а према сјеверу рјечица Глибаја и обронци Козаре. Тачну границу између Горње и Доње Пухарске није могуће повући, али би се за међу могла узети Улица Душка Брковића.

## Карактеристике
Пухарска је карактеристично периферијско насеље са великим бројем кућа и неплански грађених сокака. Улице су тијесне и углавном слијепе. У насељу нема важнијих инфраструктурних или привредних објеката.

## Демографија
Према процјенама, МЗ Доња Пухарска има око 4 500 становника, а МЗ др Младен Стојановић којој припада Горња Пухарска око 1 700 становника. Прије рата већину становништва су представљали Муслимани, али је због етничких миграција и ратних дешавања та слика промијењена, тако да се данас у оба насеља претежно живе Срби.